# ار اف سی ۰۰۰۲
اراف‌سی در رابطه با پیوندهای گوناگون بین دو ای‌ام‌پی بوده و عملیات و نحوه عملکرد و کاربردهای آن‌ها را شرح می‌دهد. چگونگی بررسی و بازبینی پیوندهای میان دو دستگاه و میان کاربران و آی‌ام‌پی مورد بررسی قرار گرفته‌است. امکانات در اختیار میزبان برای قطع یا وصل کردن یک کاربر نیز ذکر شده‌است تا مشکلی از بابت ناهماهنگی‌های میان میزبان‌ها به وجود نیاید.